# Чемпионат Южной Америки по волейболу среди женщин 1995
21-й чемпионат Южной Америки по волейболу среди женщин прошёл с 28 сентября по 1 октября 1995 года в Порту-Алегри (Бразилия) с участием 4 национальных сборных команд (финальный турнир). Чемпионский титул в 9-й раз в своей истории выиграла сборная Бразилии.

## Команды-участницы
Бразилия — страна-организатор;
Перу — победитель предыдущего чемпионата;
Аргентина, Венесуэла — по итогам квалификации.

## Квалификация
Квалификационный турнир прошёл в сентябре 1995 года. Участники — Аргентина, Венесуэла, Колумбия, Парагвай, Уругвай, Чили.
Итоговая расстановка: 1. Аргентина, 2. Венесуэла, 3. Чили, 4. Колумбия, 5. Уругвай, 6. Парагвай.
По итогам квалификации путёвки в финальный турнир получили две лучшие команды — Аргентина и Венесуэла.

## Система проведения чемпионата
4 команды-участницы на предварительном этапе провели однокруговой турнир. Две лучшие команды в финальном матче разыграли чемпионский титул.

## Предварительный этап
| М | Команда   | 1   | 2   | 3   | 4   | И | В | П | С/П | О |
| - | --------- | --- | --- | --- | --- | - | - | - | --- | - |
| 1 | Бразилия  |     | 3:0 | 3:0 | 3:0 | 3 | 3 | 0 | 9:0 | 6 |
| 2 | Перу      | 0:3 |     | 3:0 | 3:0 | 3 | 2 | 1 | 6:3 | 5 |
| 3 | Аргентина | 0:3 | 0:3 |     | 3:1 | 3 | 1 | 2 | 3:7 | 4 |
| 4 | Венесуэла | 0:3 | 0:3 | 1:3 |     | 3 | 0 | 3 | 1:9 | 3 |

28 сентября: Перу — Аргентина 3:0 (15:8, 15:7, 15:6); Бразилия — Венесуэла 3:0 (15:1, 15:2, 15:0).
29 сентября: Аргентина — Венесуэла 3:1; Бразилия — Перу 3:0 (15:4, 15:3, 15:5).
30 сентября: Перу — Венесуэла 3:0; Бразилия — Аргентина 3:0 (15:2, 15:2, 15:7).

## Матч за 3-е место
1 октября
Аргентина — Венесуэла 3:0 (15:7, 15:13, 15:8).

## Финал
1 октября
Бразилия — Перу 3:0 (15:2, 15:8, 15:4).

## Итоги

### Положение команд
| Бразилия     |
| Перу         |
| Аргентина    |
| 4. Венесуэла |
| 5. Чили      |
| 6. Колумбия  |
| 7. Уругвай   |
| 8. Парагвай  |

### Призёры
Бразилия: Ана Флавия Санглард, Фернанда Вентурини, Ана Маргарида Алварес (Ида), Марсия Кунья (Марсия Фу), Вирна Диас, Ана Мозер, Лейла Баррос, Ана Паула, Денизе.
  Перу: Хойя, Ирис Фалькон Дорита, Роса Гарсия, Юлисса Самудио, Милагрос Камере, Милагрос Мой Альварадо, Рамирес, Сандра Родригес Вильянуэва, …
  Аргентина.